# Zakazane tematy
Zakazane tematy (ang. Kinjite: Forbidden Subjects) – amerykański thriller z 1989 roku w reżyserii J. Lee Thompsona. Zdjęcia kręcono w Los Angeles i Tokio.

## Fabuła
Porucznik Crowe z policji w Los Angeles prowadzi śledztwo przeciwko alfonsowi o przezwisku "Duke". Przestępca stoi  na czele gangu czerpiącego zyski z prostytucji. Nie waha się on nawet przed wciąganiem do "interesu" nieletnich dziewcząt. Jego ofiarą pada między innymi Fumiko Hada – nieletnia córka japońskiego menadżera pracującego w Stanach. Z finalnej konfrontacji zwycięsko wychodzi Crowe, osadzając "Duka" w więzieniu pośród homoseksualistów.

## Obsada
- Charles Bronson – por. Crowe
- Perry Lopez – detektyw Eddie Rios
- Juan Fernández – "Duke"
- James Pax – Hiroshi Hada
- Peggy Lipton – Kathleen Crowe
- Sy Richardson – Lavonne
- Marion Kodama Yue – Karuko Hada
- Bill McKinney – ojciec Burke
- Gerald Castillo – kpt. Tovar
- Nicole Eggert – DeeDee
- Amy Hathaway – Rita Crowe
- Kumiko Hayakawa – Fumiko Hada
- Michelle Wong – Setsuko Hada
- Sam Chew Jr. – McLane
- Danny Trejo – więzień

i in.